# Videira Airport
Videira Airport (portugisiska: Aeroporto de Videira) är en flygplats i Brasilien.   Den ligger i kommunen Videira och delstaten Santa Catarina, i den södra delen av landet, 1 300 km söder om huvudstaden Brasília. Videira Airport ligger 839 meter över havet.
Terrängen runt Videira Airport är kuperad åt nordväst, men åt sydost är den platt. Terrängen runt Videira Airport sluttar västerut. Närmaste större samhälle är Videira, 1,4 km sydväst om Videira Airport.
I omgivningarna runt Videira Airport växer huvudsakligen savannskog. Runt Videira Airport är det glesbefolkat, med 15 invånare per kvadratkilometer.